# Landsberg am Lech zur Zeit des Nationalsozialismus
Die Stadt Landsberg am Lech spielte in der Zeit des Nationalsozialismus eine besondere Rolle.

## Hitlers Haftzeit, nachträgliche Glorifizierung
1924 verbüßte Adolf Hitler in der Festung Landsberg einen Teil der Festungshaft, zu der er nach dem gescheiterten Hitler-Ludendorff-Putsch verurteilt worden war. Hier schrieb Hitler sein programmatisches Werk Mein Kampf und führte Gespräche mit verurteilten Mitgefangenen, unter anderem mit Rudolf Heß.

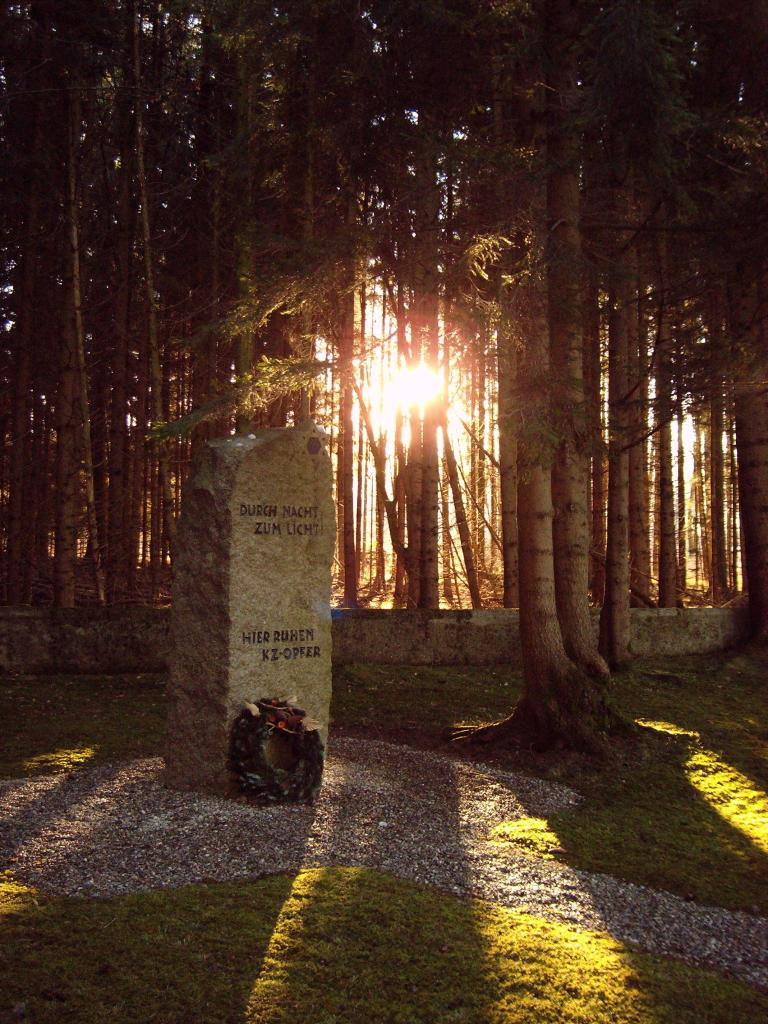
Gedenkstein auf dem KZ-Friedhof Stoffersberg bei Igling

Von 1937 bis 1945 wurde Landsberg am Lech mit der Gefängniszelle, in der Adolf Hitler nach seinem gescheiterten Putschversuch 1923 Mein Kampf verfasste, neben München, der „Stadt der Bewegung“, und Nürnberg, der „Stadt der Reichsparteitage“, von den Nationalsozialisten als dritte zentrale Stätte des Nationalsozialismus angesehen.
Landsberg wurde in der Zeit des Nationalsozialismus unter dem Slogan „Landsberg – Stadt der Jugend“ als Treffpunkt der Hitlerjugend bekannt: Im Anschluss an die Reichsparteitage 1937 und 1938 marschierten Delegationen der Hitlerjugend aus dem ganzen Deutschen Reich im „Bekenntnismarsch der Hitlerjugend“ nach Landsberg. Vor gespenstischer Kulisse mit Hakenkreuzfahnen, HJ-Bannern und Fackelbeleuchtung fanden auf dem Landsberger Hauptplatz und im Vorhof der Festungshaftanstalt die Abschlusskundgebungen der so genannten „Adolf-Hitler-Märsche“ statt. In der Hitlerzelle bekamen die Hitlerjungen das Buch Mein Kampf überreicht. Landsberg war zum „Wallfahrtsort der deutschen Jugend“ und zur „Station der nationalsozialistischen Erziehung“ geworden, wie Reichsjugendführer Baldur von Schirach es nannte. Das Gefängnis mit seiner „Hitlerzelle“ sollte zur größten Jugendherberge des Reiches umfunktioniert werden.
Geplant war ferner ein gigantisches Aufmarschstadion, das größere Dimensionen besessen hätte als der gesamte historische Altstadtkern Landsbergs. Als deutsche Truppen am 1. September 1939 Polen überfielen, wurde der für den nächsten Tag vorgesehene „Reichsparteitag des Friedens“ abgesagt und der bereits begonnene „Adolf-Hitler-Marsch“ abgebrochen.
Landsberg bekam seine exponierte Stellung im „Dritten Reich“ nicht – wie in offiziellen Darstellungen der Stadt gerne behauptet – „von außen übergestülpt“. Bereits ab 1933 vermarktete sich die Lechstadt mit allen ihr zur Verfügung stehenden Mitteln als „Hitlerstadt“ oder „Stadt des Führers“, als „nationalsozialistischer Wallfahrtsort“ und „Geburtsstätte der Ideen des Nationalsozialismus“. Der „Hitlertourismus“ brachte wirtschaftlichen Aufschwung; 1938 schließlich besuchten 100.000 „Volksgenossen“ Landsberg und die Hitlerzelle.

## Größter Konzentrationslagerkomplex im Deutschen Reich
1944 wurde gegen Ende des Zweiten Weltkriegs um Landsberg und Kaufering der KZ-Außenlagerkomplex Kaufering mit zwölf KZ-Außenlagern als größter Komplex von Konzentrationslagern im Deutschen Reich errichtet. Sonstige große Lager waren in den besetzten Gebieten gebaut worden. Sämtliche KZ-Außenlager trugen den Namen „Kaufering“. Elf Lager hatten den Status von Außenlagern des KZ Dachau. 1995 veröffentlichte die Bürgervereinigung Landsberg im 20. Jahrhundert Hintergründe über das weitere KZ-Außenlager auf dem heutigen Fliegerhorst Landsberg/Lech, das KZ-Außenlager Landsberg (Penzing). Dort wurden hauptsächlich französische Zwangsarbeiter interniert. Dieses Lager unterlag nicht dem KZ-Kommando Dachau.
Am 18. Juni 1944 traf der erste Transport mit 1.000 Häftlingen aus Auschwitz in Kaufering ein. Sie sollten im Rahmen des Rüstungsprojekts „Ringeltaube“ drei gigantische halbunterirdische Bunker zur Produktion des Düsenstrahljägers Messerschmitt Me 262 bauen. Diese Großbunker nebst anderen zahlreichen Gebäuden, wie Arbeiterunterkünften, Offiziersvillen und Lagerkellern befanden sich im Landsberger Frauenwald, heute als Gewerbepark Frauenwald bekannt. Für dieses Rüstungsprojekt mussten Tausende von Häftlingen aus den Konzentrationslagern Dachau und Auschwitz, die über die Bahnlinie München-Kaufering direkt über ein Nebengleis (heute Versorgungsgleis der Fa. Klausner Holz Bayern) auf das abgesperrte Gelände gebracht wurden, ihr Leben auf grausamste Weise lassen. Die Bunker wurden von den Amerikanern nach dem Krieg weiter verwendet. Zudem verblieben zahlreiche Außengebäude stehen z. T. bis dato noch sichtbar im Frauenwald, der nach gewaltigen und großflächigen Abbrucharbeiten seitens der Stadt Landsberg am Lech mehr und mehr zum Gewerbepark umfunktioniert wird und in dem sich bereits namhafte Firmen angesiedelt haben.
In den KZ-Außenlagern registrierte der luxemburgische KZ-Priester Jules Jost bis zum 9. März 1945 insgesamt 28.838 jüdische KZ-Häftlinge. Die Originaldokumente wurden 1983 durch Anton Posset und die neu gegründete Bürgervereinigung Landsberg im 20. Jahrhundert erstmals in deren Mitgliederbroschüre veröffentlicht. Wegen der menschenunwürdigen Unterbringung, aufgrund von Hunger, Kälte und Krankheiten wie z. B. Typhus, der Ausbeutung der Arbeitskraft bis zur Vernichtung, bezeichneten die Häftlinge die zwölf KZ-Lager des KZ-Außenlagerkomplexes Kaufering-Landsberg als „kalte Krematorien“. Bis Ende Oktober 1944 wurde, wer nicht mehr arbeiten konnte, zurück nach Auschwitz in die Gaskammern geschickt. Ab November 1944 wurden arbeitsunfähige Häftlinge aus dem KZ-Außenlagerkomplex Kaufering-Landsberg nicht mehr deportiert, sondern starben im Lager, weil in Auschwitz die Gaskammern von der vor den herannahenden sowjetischen Truppen bereits gesprengt worden waren. Die Leichen wurden in der Umgebung in Massengräbern vergraben. Kurz vor Kriegsende versuchte die SS-Verwaltung durch Abtransporte (Todesmärsche) und Massentötungen Zeugen der KZ-Maschinerie zu „beseitigen“. Nur etwa 15.000 Häftlinge überlebten in diesen Lagern die letzte Phase der Judenvernichtung und erlebten die Befreiung des Konzentrationslagers Dachau durch die amerikanische Armee am 27. April 1945.

## Nachwirkungen
Einige Täter wurden bestraft (siehe Kriegsverbrecherprozesse und Kriegsverbrechergefängnis Landsberg), andererseits wird darüber diskutiert, ob man die Kriegsverbrecher begnadigen sollte. Es gibt Entschädigungsverfahren, in deren Rahmen Lager für heimatlos gewordene Überlebende (Displaced Persons) errichtet und Auswanderung von Opfern aus der Region durchgeführt und vorbereitet werden. Außerdem steht in der Nähe von Landberg am Lech das ehemalige Kriegsgefangenenlager der US Army.
Einige „Kultorte“ des Neonazismus (zum Beispiel die „Festung“) liegen in Landsberg am Lech. Auch ein „Schlageter-Stein“ befindet sich noch heute als Denkmal im Wildpark in der Pössinger Au in den Lechauen.